# Musée Ferenc-Móra
 (juin 2016).
Si vous disposez d'ouvrages ou d'articles de référence ou si vous connaissez des sites web de qualité traitant du thème abordé ici, merci de compléter l'article en donnant les références utiles à sa vérifiabilité et en les liant à la section « Notes et références ».

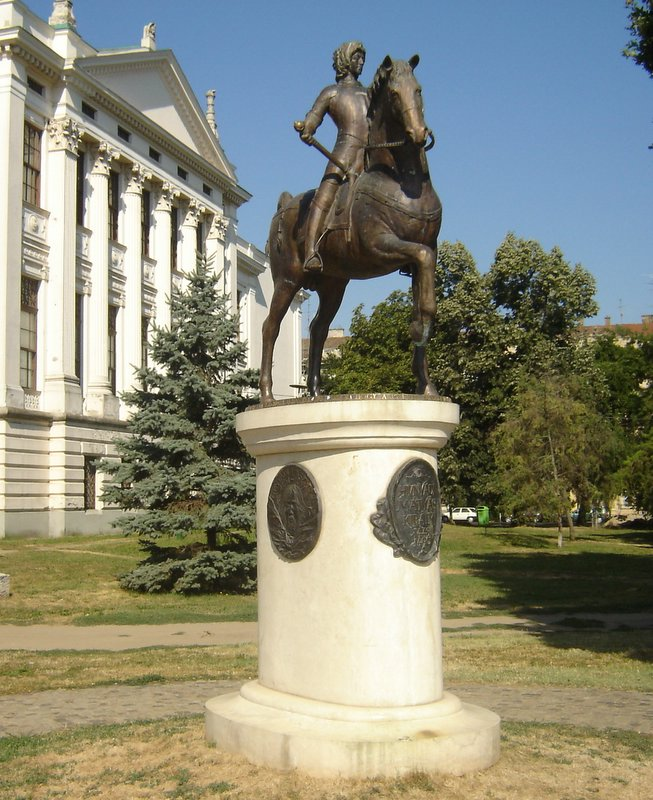
L'arrière du musée, avec au premier plan la Statue des Hunyadi (le roi Matthias Ier).

Le musée Ferenc-Móra est un musée situé à Szeged, en Hongrie.

## Histoire
Créé en 1883, le musée Ferenc-Móra ouvre ses portes en 1896, dans un bâtiment néo-classique situé en plein cœur de la ville de Szeged, en Hongrie. Ferenc Móra (1879-1934), alors un écrivain et journaliste, en est le fondateur et premier directeur. Sous sa direction, les séries d'expositions sont élargies et les salles de réserve et de restauration créées.
Móra reste en poste jusqu'en 1934, année de sa mort à 54 ans. Aujourd'hui, le musée porte son nom en sa mémoire (Mora Ferenc Muzeum).

## Collections du musée
Le musée comprend une salle commémorative dédié à Ferenc Móra. Des meubles et objets personnels de celui-ci y sont présentés, ainsi que des éléments de sa biographie.
L'exposition de sciences naturelles : Nous n'avons qu'une seule Terre, présente l'histoire de la Terre depuis ses tout débuts jusqu'à la période contemporaine. Elle met notamment en avant des fossiles vieux de plusieurs millions d'années et une animation 3D d'un ours des cavernes.
La « collection d'or » présente environ 10 kg d'objets en or, constituant l'un des plus importants trésor des Huns : les objets en or de Nagyszéksós (Sziksós, un quartier de Szeged), excavés par Ferenc Móra. La collection comprend aussi de l'or rouge, des pièces commémoratives et des objets domestiques particuliers, tels que la plume d'or d'Istvan Tömörkény, ancien directeur du musée, écrivain et publiciste, et une épingle de cravate comportant une gravure du portrait de Lajos Kossuth, homme d'État hongrois du XIXe siècle.
Le musée accueille également une exposition ethnographique intitulée La Ville célèbre de Szeged (Szöged hírös város selon l'expression en dialecte local). Elle aborde divers sujets tels que les activités liées à la Tisza, les métiers les plus connus de la ville (la fabrication de chaussons et de couteaux), le tissage de scirpe et les particularités de l'architecture populaire.
En parallèle de ses expositions permanentes, le musée Ferenc Móra héberge différentes expositions temporaires, comme celles montrant des œuvres de l'artiste plasticien Vasarely, du peintre expressionniste Csontváry, ou encore du peintre Munkácsy.
En 2014, l'exposition L'Égypte des Pharaons attire plus de 114 000 visiteurs.

## Autres lieux d'exposition

### Fekete-ház

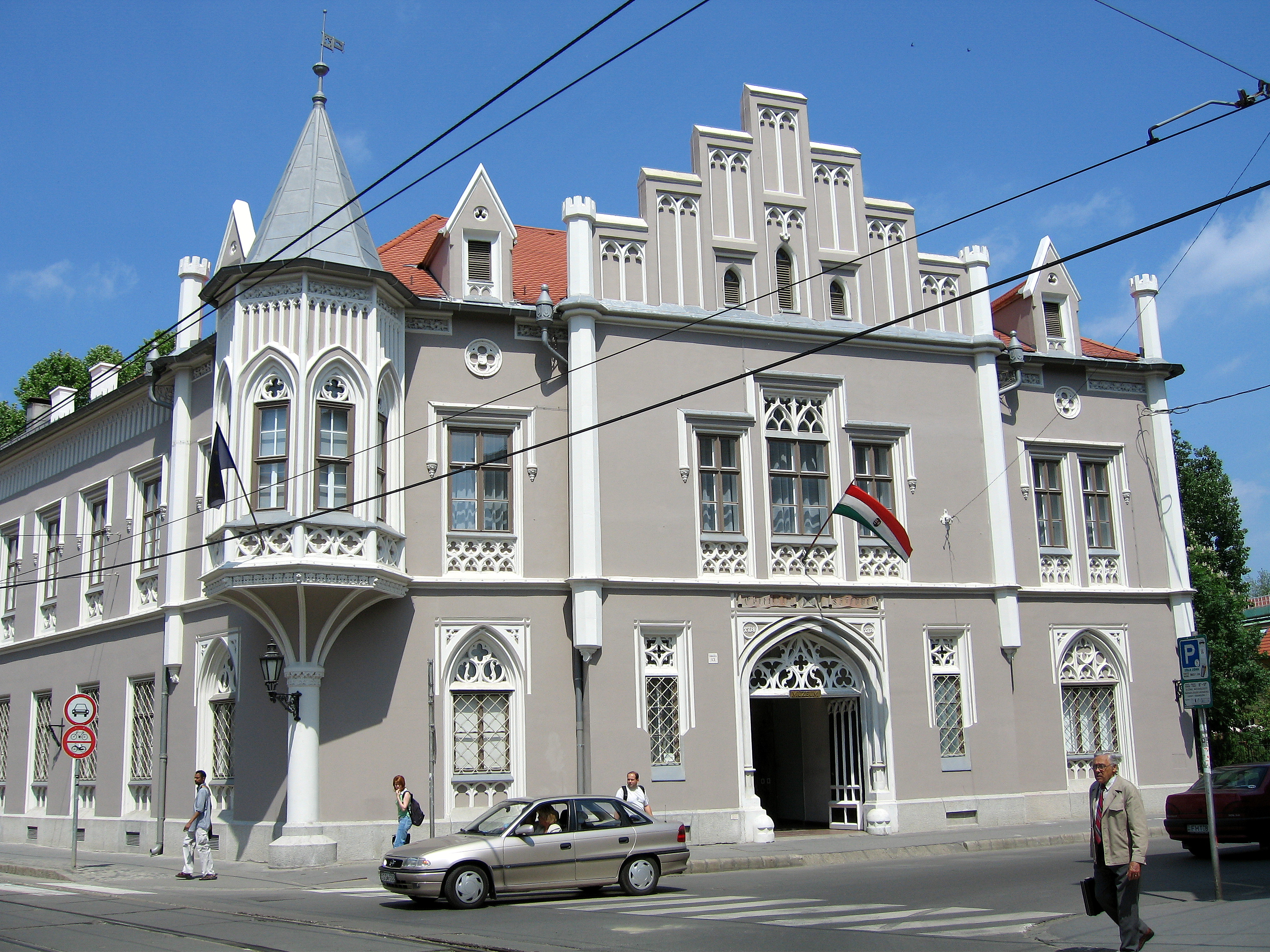
La maison Fekete-ház.

La Fekete-ház (qui signifie « maison noire ») est située au cœur du centre-ville, à seulement une minute à pied de Dóm tér, la place de la cathédrale de Szeged. Le rez-de-chaussée et le premier étage de l'immeuble sont des lieux d'expositions saisonnières. Les pièces à l'étage accueillent une collection de meubles reproduisant l'intérieur d'une maison appartenant à une famille de la classe supérieure. Ainsi, les visiteurs peuvent avoir un aperçu de la culture et des types de logements présents à Szeged. Deux salons, une chambre de fille et une petite tour, servant de chambre et offrant un point de vue de Szeged, sont exposés.
Une exposition permanente sur l'histoire de la pharmacie est également ouverte au public. Sa principale attraction est l'équipement de la toute dernière pharmacie du XIXe siècle de la grande plaine hongroise.

### Galerie Kass
La galerie Kass a pour objectif de donner un aperçu des différentes phases artistiques traversées par János Kass (en), qui fut l'un des artistes les plus importants de Szeged, récompensé par plusieurs prix d’État prestigieux. En plus d'œuvres de János Kass, la galerie est ouverte aux expositions contemporaines et est le lieu d'expositions temporaires.

### Collection d'histoire du théâtre Varga-Mátyás
Un bâtiment de trois étages, avec son espace d'exposition d'environ 300 m2, présente les œuvres de Mátyás Varga, englobant plus de six décennies de création artistique. Grâce à cette exposition, les visiteurs font connaissance avec une partie de l'histoire du théâtre hongrois.
Pendant l'été, le jardin accueille des conférences publiques et des programmes en lien avec la scène théâtrale locale et le festival en plein air de Szeged (Szegedi szabadtéri játékok).

### Château et dépôt de pierres
Le musée du château accueille des événements divers et des expositions saisonnières. Le bâtiment est un vestige de l'ancien château de Szeged, un des monuments de l'époque baroque.
Le dépôt de pierres regroupe des vestiges architecturaux retraçant l'histoire de Szeged. Il abrite des trésors architecturaux en pierre taillée des périodes romaine, Árpád, médiévale, baroque et Renaissance, voyageant ainsi à travers deux mille ans d'architecture.